# Aeropuerto Internacional de Shymkent
El Aeropuerto Internacional de Shymkent (en ruso Международный Аэропорт Шымкент) (IATA: CIT, OACI: UAII) es un aeropuerto en Shymkent, Kazajistán. 
En 2004, el aeropuerto atendió a 97.000 pasajeros.

## Historia
La base del aeropuerto fue una base aérea agrícola construida en 1932. Desde 1933 comenzó a atender tráfico de pasajeros y carga. En 1963 el aeropuerto de Shymkent fue reubicado en su lugar actual.

## Aerolíneas y destinos

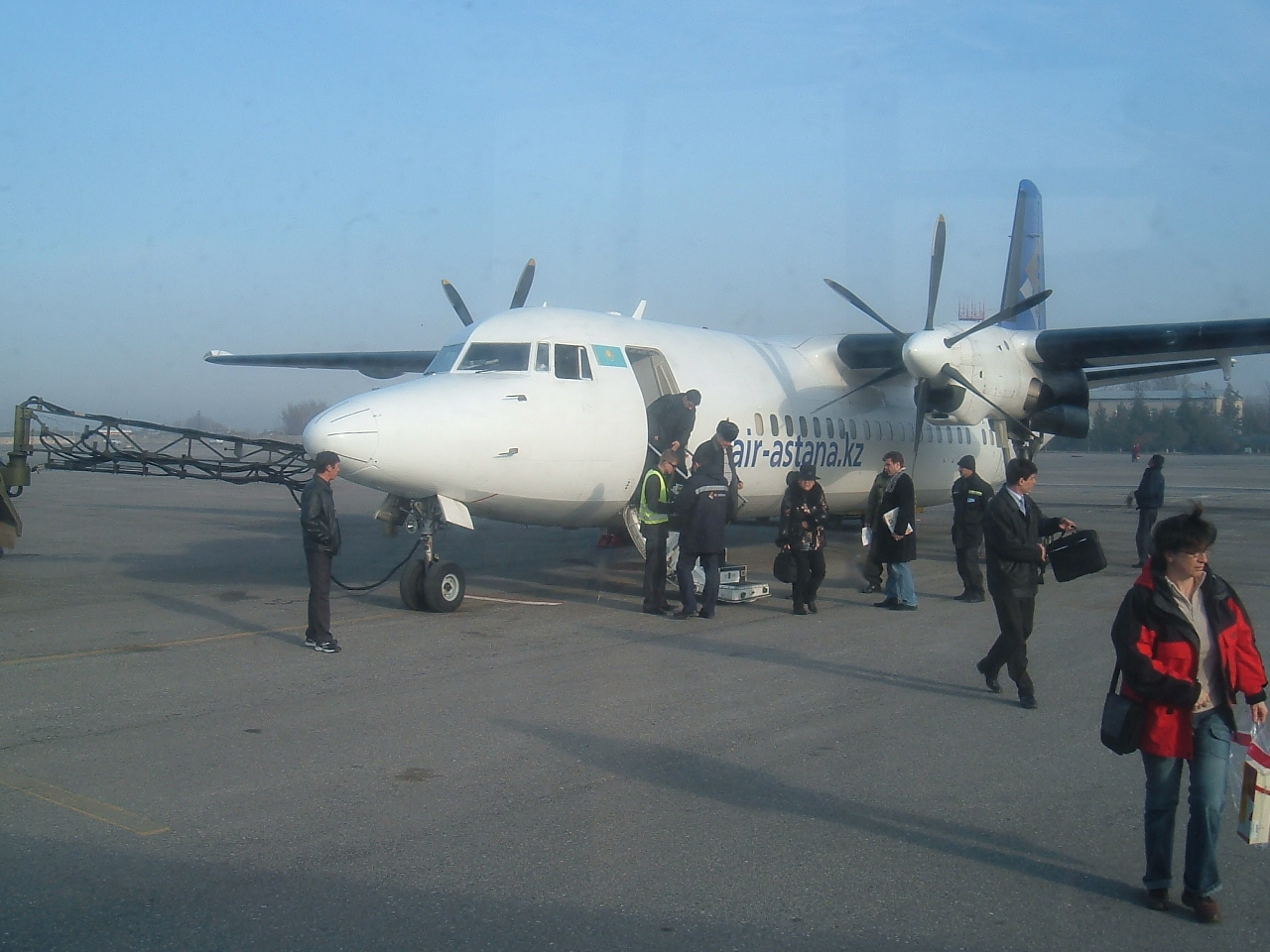
Fokker 50 de Air Astana en el aeropuerto internacional de Shymkent

| Aerolíneas       | Destinos                                                                                      |
| ---------------- | --------------------------------------------------------------------------------------------- |
| Air Astana       | Almaty, Astana                                                                                |
| FlyArystan       | Aktau, Aktobe, Almaty, Astana, Atyrau, Delhi, Karagandy, Kostanay, Kutaisi, Öskemen, Pavlodar |
| flydubai         | Dubai–International                                                                           |
| Pegasus Airlines | Estambul–Sabiha Gökçen Estacional: Antalya                                                    |
| Qazaq Air        | Almaty, Astana, Atyrau                                                                        |
| S7 Airlines      | Estacional: Novosibirsk                                                                       |
| SCAT Airlines    | Aktau, Almaty, Astana, Estambul, Kokshetau, Moscow–Vnukovo, Petropavl, Ras Al Khaimah         |
| Sunday Airlines  | Chárter estacional: Antalya, Phuket, Sharm el-Sheij                                           |
| Ural Airlines    | San Petersburgo                                                                               |

## Aerolíneas chárter
- Turkish Airlines (Estambul-Atatürk)